# Phytocoris leucophaeus
Phytocoris leucophaeus är en insektsart som beskrevs av Stonedahl 1988. Phytocoris leucophaeus ingår i släktet Phytocoris och familjen ängsskinnbaggar. Inga underarter finns listade i Catalogue of Life.